# Veríssimo de Lencastre
Veríssimo de Lencastre (Lisboa, 1615 - Lisboa, 1692), o Cardeal de Lencastre, foi um cardeal português, arcebispo de Braga, Primaz das Espanhas e inquisidor.

## Biografia
Dom Veríssimo era filho de Francisco Luís de Lencastre e de D. Filipa de Vilhena (a qual armou os seus filhos cavaleiros, segundo se diz, na madrugada do dia da restauração da independência em 1 de Dezembro de 1640). Estudou na Universidade de Coimbra, onde se licenciou e doutorou em utroque iure, direito canônico e civil.
Após a ordenação presbiterial, em data desconhecida, em 1653 foi nomeado inquisidor em Évora e em 1660, em Lisboa. Eleito arcebispo de Braga em 22 de dezembro de 1670, recebeu o Pálio em 23 de fevereiro de 1671. Foi consagrado depois de 24 de maio e antes de 26 de julho de 1671. Inquisidor-geral de Portugal e Açores entre 28 de novembro de 1676 e 27 de maio de 1679 quando foi suspenso do cargo, ele sucedeu seu irmão Pedro. Demitiu-se do governo da arquidiocese em 8 de fevereiro de 1677. A suspensão foi anulada e ele foi restabelecido no posto de Inquisidor, em 22 de agosto de 1681.
Foi promovido ao cardinalato, a pedido do príncipe de Portugal, Pedro. Foi criado cardeal-presbítero no consistório de 2 de setembro de 1686, com um breve apostólico de 7 de setembro de 1686, o papa enviou-lhe o galero, nunca foi a Roma para receber o galero e o título.
Morreu em 12 de dezembro de 1692 e encontra-se enterrado na Capela Lencastre, na Igreja de São Pedro em Alcântara.

## Conclaves
- Conclave de 1689 - não participou da eleição do Papa Alexandre VIII
- Conclave de 1691 - não participou da eleição do Papa Inocêncio XII.